# オールアート・プロモーション
株式会社オールアート・プロモーションは、石塚孝夫（いしづか たかお）が1963年に設立した、ジャズ・ミュージシャンのコンサートやCDの企画制作等を行う会社。海外ジャズ・ミュージシャンの日本招聘を得意分野とし、1986年から始まった富士通コンコード・ジャズ・フェスティバルの企画制作が特に有名。本社所在地は東京都品川区。

## 概要
1963年、社長の石塚が一代で創業した。数々の海外の超一流ジャズ・ミュージシャンを日本に招聘、コンサートを多数企画制作している。また、海外ジャズ・アーティストのレコード販売権利を取得し日本でリリースしたことから始まり、レコード・CDの制作を行っている。石塚がプロデュースした海外ミュージシャンのレコード・CDは非常に多い。1970年代には日野皓正が専属ミュージシャンだったこともあり、日野の短期留学を手伝い『ジャーニー・トゥ・エアー』録音に携わった。1986年、富士通を冠スポンサーとして富士通コンコード・ジャズ・フェスティバルの企画制作を開始、日本における主要なジャズ・フェスティバルの一つとなっている。毎年アメリカの有名ミュージシャンを招聘するこのフェスティバルで、近年では日本のトップ・ミュージシャンとの共演ステージも手掛けている。また、富士通スペシャルとして企画制作したコンサートに「JAZZ ELITE」「100 GOLD FINGERS」がある。1990年から2009年まで計11回開催された「100 GOLD FINGERS」は、毎年一流ピアニスト10名を日本に呼び集めることから「ニューヨークからピアニストが消えた!!」というキャッチコピーで話題となり、石塚ならではの企画としてジャズ愛好家の間で語り継がれている。心の付き合いを大事にする石塚は、特に親しかった故レイ・ブラウンをはじめミュージシャン達と公私ともに交流し、多くの海外ミュージシャンからTAKAOの愛称で呼び親しまれている。長年の業績により、石塚は日米のジャズ関係者・愛好家の間で名プロモーター／プロデューサーとして知られ、2010年、第24回富士通コンコード・ジャズ・フェスティバルが第22回ミュージック・ペンクラブ音楽賞ポピュラー部門「最優秀コンサート・パフォーマンス賞 日本人アーティスト」を受賞、富士通（株）の松本豊と共に授賞式の壇上に昇った。

## 沿革
- 1961年　前身であるユニバーサル・プロモーョンを発足。西武グループのイベント企画制作を行う。
- 1963年　オールアート・プロモーション設立。社名は絵画はじめ芸術一般に関心を持つ石塚が命名したもの。海外ミュージシャン招聘第1号はこの年のキャノンボール・アダレイ・クインテット。
- 1964年　ハービー・マンを招聘。（初来日）日本ではまだ有名でなく興行的に成功と言えず。
- 1965年　アート・ブレイキー＆ジャズ・メッセンジャーズ招聘が大ヒット。初期の成功を収める。
- 1974年　石塚孝夫プロデュース・アルバム、ディー・ディー・ブリッジウォーターの「アフロ・ブルー」が、スイング・ジャーナル誌74年度ジャズ・ディスク大賞“制作企画賞”受賞。
- 1976年　のちの「100 GOLD FINGERS」の前身となる企画「Piano Playhouse」がスタート。
- 1986年　富士通コンコード・ジャズ・フェスティバル第1回公演。五反田・簡易保険ホール（現・ゆうぽうとホール）にて。
- 1990年5月 「100 GOLD FINGERS」 第1回公演。満員御礼。
- 2009年

01月 「100 GOLD FINGERS PART11」最終公演。
10月　第24回「富士通コンコード・ジャズ・フェスティバル」をオールアート・プロモーション50周年記念公演として行った。初めて外国人アーティストのみでなく北村英治、日野皓正ら日本のトップ・アーティストを集めてのステージを取り入れた。
- 2010年

02月 第24回「富士通コンコード・ジャズ・フェスティバル」が第22回ミュージック・ペンクラブ音楽賞ポピュラー部門「コンサート・パフォーマンス 日本人アーティスト」を受賞。
03月 石塚孝夫プロデュース・アルバム、キャロル・ウェルスマンの「メモリーズ・オブ・ユー ～シングス・ベニー・グッドマン」がジャズ批評誌ジャズオーディオ・ディスク大賞2009ヴォーカル部門金賞受賞。

## 主なコンサート実績
| 年     | 月   | 開催コンサート |
| ------ | ---- | --- |
| 1963年 | 07月 | CANNONBALL ADDERLEY SIXTET |
| 1964年 | 09月 | HERBIE MANN SEPTET |
| 1965年 | 01月 | ART BLAKEY & JAZZ MESSENGERS |
| 1966年 | 03月 | MODERN JAZZ QUARTET |
| 1966年 | 06月 | HERBIE MANN SEPTET |
| 1971年 | 01月 | CHARLES MINGUS QUARTET |
| 1974年 | 02月 | THAD JONES - MEL LEWIS ORCHESTRA |
| 1975年 | 03月 | NEW YORK JAZZ QUARTET with KENNY BURRELL - BETTY CARTER |
| 1975年 | 06月 | ANITA O'DAY |
| 1975年 | 10月 | THAD JONES - MEL LEWIS ORCHESTRA |
| 1976年 | 01月 | PIANO PLAY HOUSE / HANK JONES - JOHN LEWIS - MARIAN McPARTLAND |
| 1976年 | 03月 | KENNY BURRELL |
| 1976年 | 03月 | ROLAND HANNA & GEORGE MRAZ DUO |
| 1976年 | 10月 | DUKE ELLINGTON ORCHESTRA |
| 1976年 | 10月 | ANITA O'DAY |
| 1977年 | 01月 | MAX ROACH QUARTET |
| 1977年 | 02月 | BARNEY KESSEL |
| 1977年 | 04月 | ANN BURTON |
| 1977年 | 07月 | IRENE KRAL |
| 1977年 | 10月 | NEW YORK JAZZ QUARTET with JONNY HARTMAN - CAROL SLOANE |
| 1978年 | 05月 | MAX ROACH QUARTET |
| 1978年 | 06月 | ANITA O'DAY |
| 1978年 | 09月 | BILL EVANS TRIO |
| 1978年 | 10月 | BLOSSOM DEARIE |
| 1979年 | 01月 | MONTY ALEXANDER TRIO |
| 1979年 | 04月 | PIANO PLAY HOUSE / HANK JONES - JOHN LEWIS |
| 1979年 | 09月 | HELEN MERRILL |
| 1980年 | 01月 | RED GARLAND QUARTET |
| 1980年 | 04月 | ANN BURTON |
| 1980年 | 06月 | MONTY ALEXANDER QUARTET |
| 1980年 | 06月 | ERNESTINE ANDERSON |
| 1980年 | 09月 | KENNY BURRELL TRIO |
| 1980年 | 10月 | HANK JONES TRIO with SONNY STITT |
| 1981年 | 01月 | JUNIOR COOK with KENNY DREW TRIO |
| 1981年 | 04月 | SHELLY MANNE - HARRY "SWEETS" EDISON QUARTET |
| 1981年 | 06月 | AKIYOSHI TOSHIKO TRIO |
| 1981年 | 09月 | JIMMY SMITH |
| 1981年 | 10月 | CARMEN McRAE |
| 1981年 | 12月 | ANITA O'DAY |
| 1982年 | 01月 | GREAT PIANO SESSION |
| 1982年 | 03月 | BIG 3/ RAY BROWN - HERB ELLIS - MONTY ALEXANDER |
| 1982年 | 05月 | AKIYOSHI TOSHIKO - LEW TABACKIN BIG BAND |
| 1982年 | 06月 | HELLEN MERRILL |
| 1982年 | 08月 | JAZZ VOCAL ON A SUMMER'S DAY / HELLEN MERRILL - CAROL SLOANE - LOREZ ALEXANDRIA |
| 1982年 | 10月 | GIANTS OF JAZZ |
| 1982年 | 11月 | MILT JACKSON QUARTET |
| 1983年 | 01月 | CLARK TERRY with KENNY DREW TRIO |
| 1983年 | 04月 | SPRING IS HERE / CHRIS CONNOR, ERNESTINE ANDERSON, CAROL SLOANE |
| 1983年 | 06月 | SCOTT HAMILTON QUARTET |
| 1983年 | 08月 | PHIL WOODS QUARTET |
| 1983年 | 09月 | RICHIE BEIRACH SOLO PIANO |
| 1983年 | 11月 | AKIYOSHI TOSHIKO TRIO |
| 1983年 | 12月 | RICHIE COLE, ALTO MADNESS |
| 1984年 | 03月 | MILT JACKSON & RAY BROWN QUARTET |
| 1984年 | 05月 | CAROL SLOANE |
| 1984年 | 06月 | CHARLES McPHERSON QUARTET |
| 1984年 | 09月 | FREDDIE HUBBARD QUARTET |
| 1984年 | 10月 | AKIYOSHI TOSHIKO JAZZ ORCHESTRA |
| 1984年 | 12月 | OSCAR PETERSON, THE BIG FOUR |
| 1985年 | 01月 | SCOTT HAMILTON QUARTET & MAXINE SULLIVIN |
| 1985年 | 04月 | ANITA O'DAY & RICHIE COLE QUARTET |
| 1985年 | 06月 | ERNESTINE ANDERSON |
| 1985年 | 08月 | AKIYOSHI TOSHIKO - LEW TABACKIN QUARTET |
| 1985年 | 10月 | HANK JONES & RAY BROWN GREAT JAZZ QUARTET |
| 1986年 | 03月 | MONTY ALEXANDER TRIO |
| 1986年 | 04月 | CARMEN McRAE |
| 1986年 | 05月 | HELLEN MERRILL |
| 1986年 | 06月 | BRUCE FORMAN - GEORGE CABLES QUARTET |
| 1986年 | 09月 | FUJITSU CONCORD JAZZ FESTIVAL IN JAPAN '86 |
| 1986年 | 12月 | MODERN JAZZ QUARTET |
| 1987年 | 03月 | RICHIE COLE QUARTET |
| 1987年 | 06月 | BILLY ECKSTINE with BOBBY TUCKER TRIO |
| 1987年 | 07月 | TRUMPET WORKSHOP with HANK JONES TRIO |
| 1987年 | 10月 | FUJITSU CONCORD JAZZ FESTIVAL IN JAPAN '87 |
| 1987年 | 12月 | RAY BROWN TRIO feauturing STANLEY TURRENTINE |
| 1988年 | 02月 | KENNY DREW TRIO & KARIN KROG |
| 1988年 | 03月 | FOUR FRESHMEN |
| 1988年 | 05月 | FOUR TENOR BATTLE JAZZ |
| 1988年 | 06月 | HELEN MERRILL |
| 1988年 | 09月 | MODERN JAZZ QUARTET |
| 1988年 | 11月 | FUJITSU CONCORD JAZZ FESTIVAL IN JAPAN '88 |
| 1989年 | 01月 | JOE NEWMAN QUARTET |
| 1989年 | 05月 | NEW YORK JAZZ / HELEN MERRILL with RON CARTER QUARTET |
| 1989年 | 07月 | TOSHIKO AKIYOSHI NEW YORK JAZZ BIG BAND |
| 1989年 | 09月 | RICHIE COLE QUARTET |
| 1989年 | 11月 | FUJITSU CONCORD JAZZ FESTIVAL IN JAPAN '89 |
| 1989年 | 12月 | CARMEN McRAE |
| 1990年 | 02月 | KENNY DREW TRIO |
| 1990年 | 05月 | 100 GOLD FINGERS PIANO PLAYHOUSE |
| 1990年 | 09月 | CHRIS BARBER'S JAZZ & BLUES BAND |
| 1990年 | 11月 | FUJITSU CONCORD JAZZ FESTIVAL IN JAPAN '90 |
| 1991年 | 02月 | RAY BROWN TRIO |
| 1991年 | 05月 | 100 GOLD FINGERS PIANO PLAYHOUSE PART2 |
| 1991年 | 11月 | FUJITSU CONCORD JAZZ FESTIVAL IN JAPAN '91 |
| 1992年 | 04月 | RAY BROWN SUPER TRIO & JAMES MORRISON |
| 1992年 | 05月 | MODERN JAZZ QUARTET |
| 1992年 | 11月 | FUJITSU CONCORD JAZZ FESTIVAL IN JAPAN '92 |
| 1993年 | 05月 | 100 GOLD FINGERS PIANO PLAYHOUSE PART3 |
| 1993年 | 11月 | FUJITSU CONCORD JAZZ FESTIVAL IN JAPAN '93 |
| 1994年 | 05月 | ROPICAL LATIN JAZZ CARNIVAL / TITO PUENTE LATIN JAZZ ALL STARS , LA "CHEVERE" LATIN JAZZ ALL STARS                                                                                  |
| 1994年 | 11月 | FUJITSU CONCORD JAZZ FESTIVAL IN JAPAN '94 |
| 1995年 | 05月 | 100 GOLD FINGERS PIANO PLAYHOUSE PART4 |
| 1995年 | 11月 | FUJITSU CONCORD JAZZ FESTIVAL IN JAPAN '95 |
| 1996年 | 05月 | TRIPLE PIANO TRIO / TOMMY FLANAGAN TRIO , MONTY ALEXANDER TRIO , JACKY TERRASSON TRIO , LOU DONALDSON (as)                                                                          |
| 1996年 | 11月 | FUJITSU CONCORD JAZZ FESTIVAL IN JAPAN '96 / TOSHIKO AKIYOSHI NEW YORK JAZZ ORCHESTRA , JOSHUA REDMAN BAND , GENE HARRIS QUARTET , INTRODUCING EDEN ATWOOD                          |
| 1997年 | 06月 | 100 GOLD FINGERS PIANO PLAYHOUSE PART5 |
| 1997年 | 11月 | FUJITSU CONCORD JAZZ FESTIVAL IN JAPAN '97 / KENNY BURRELL-HOWARD ALDEN SUPER GUITARS , NEW YORK ALL STAR SEXTET , HELEN MERRILL with ART FARMER QUARTET HARRY ALLEN QUARTET        |
| 1998年 | 05月 | JAZZ ELITE 3/ DIANA KRALL TRIO , BENNY GREEN TRIO , JOHN PIZZARELLI TRIO |
| 1998年 | 10月 | FUJITSU CONCORD JAZZ FESTIVAL IN JAPAN '98 / RAY BROWN TRIO SUE RANEY |
| 1999年 | 05月 | 100 GOLD FINGERS PIANO PLAYHOUSE PART6 |
| 1999年 | 11月 | FUJITSU CONCORD JAZZ FESTIVAL IN JAPAN '99 / TOSHIKO AKIYOSHI JAZZ ORCHESTRA , THE JAZZ MESSENGERS UNDER THE DIRECTION OF BENNY GOLSON , KARRIN ALLYSON QUARTET                     |
| 2000年 | 05月 | HISTORY OF NIPPON JAZZ vol.1 |
| 2000年 | 06月 | JAZZ ELITE 2000 / DIANE SCHUUR TRIO , JOHN PIZZARELLI TRIO , HARRY ALLEN & JEFF HAMILTON TRIO                                                                                       |
| 2000年 | 10月 | HISTORY OF NIPPON JAZZ vol.2 |
| 2000年 | 10月 | FUJITSU CONCORD JAZZ FESTIVAL 2000 / MICHAEL BRECKER-THE KENNY BARRON TRIO , HELEN MERRILL AND HER ALL STAR TRIO , KEN PEPLOWSKI AND THE SWINGING ALL STARS featuring CONTE CANDOLI |
| 2001年 | 05月 | 100 GOLD FINGERS PIANO PLAYHOUSE PART7 |
| 2001年 | 05月 | HISTORY OF NIPPON JAZZ vol.3 |
| 2001年 | 10月 | HISTORY OF NIPPON JAZZ vol.4 |
| 2001年 | 10月 | FUJITSU CONCORD JAZZ FESTIVAL 2001 / NANCY WILSON & HER TRIO , RAY BROWN TRIO ,RUSSELL MALONE QUARTET , NNENNA FREELON                                                              |
| 2002年 | 05月 | JAZZ ELITE 2002 / McCOY TYNER TRIO , KARRIN ALLYSON & FRIENDS , CYRUS CHESTNUT TRIO                                                                                                 |
| 2003年 | 05月 | 100 GOLD FINGERS PIANO PLAYHOUSE PART8 |
| 2004年 | 06月 | JAZZ ELITE 2004 |
| 2004年 | 10月 | FUJITSU CONCORD JAZZ FESTIVAL 2004 |
| 2005年 | 05月 | 100 GOLD FINGERS PIANO PLAYHOUSE PART 9 |
| 2005年 | 10月 | FUJITSU CONCORD JAZZ FESTIVAL 2005 |
| 2006年 | 06月 | JAZZ ELITE 2006 |
| 2006年 | 10月 | FUJITSU CONCORD JAZZ FESTIVAL 2006 |
| 2007年 | 05月 | 100 GOLD FINGERS PIANO PLAYHOUSE PART 10 |
| 2007年 | 10月 | FUJITSU CONCORD JAZZ FESTIVAL 2007 |
| 2008年 | 01月 | JAZZ ELITE 2008 |
| 2009年 | 01月 | 100GOLD FINGERS PIANO PLAY HOUSE PART11 |
| 2009年 | 10月 | FUJITSU CONCORD JAZZ FESTIVAL2009 |
| 2010年 | 10月 | FUJITSU CONCORD JAZZ FESTIVAL2010 |
| 2011年 | 10月 | FUJITSU CONCORD JAZZ FESTIVAL2011 |

## 主なアルバム制作実績
- LIVE IN TOKYO （2002/5/22発売）

エンジェル・アイズ・ライブ・イン・トーキョー／アイリーン・クラール
■アイリーン・クラール(Vo)，アラン・ブロードベント(P)，稲葉国光(B)，ドナルド・ベイリー(Drs)，石松元 (Drs)

■1977年東京ABCホール録音
レーベル：アブソードミュージックジャパン（ABCJ-204）
- ANGEL EYES （2002/5/22発売）

エンジェル・アイズ／アニタ・オデイ
■アニタ・オデイ(Vo)，ディワント・ディッカーソン(P)，ドン・エブニー(P)，ハービー・ニューマーク(B)，ジョン・プール(Drs)

■1982年東京パイオニア・スタジオ録音
レーベル：アブソードミュージックジャパン（ABCJ-205）
- MIDNIGHT SUN （2002/5/22発売）

ミッドナイト・サン／キャロル・スローン
■キャロル・スローン (Vo)，ローランド・ハナ(P)，ジョージ・ムラーツ(B)＋吉田憲一トリオ

■1977、83年東京パイオニア・スタジオ録音
レーベル：アブソードミュージックジャパン（ABCJ-206）
- PIANO PLAYHOUSE（2002/6/26発売）

ピアノ・プレイハウス／ジョン・ルイス・ウィズ・ハンク・ジョーンズ

■ ジョン・ルイス(P)，ハンク・ジョーンズ(P)，ジョージ・デュビビエ(B)，シェリー・マン(Drs)

■1979年4月東京録音
レーベル：アブソードミュージックジャパン（ABCJ-207）
- Good Day Club（2002/6/26発売）

アット・グッデイ・クラブ／シダー・ウォルトン・トリオ
■シダー・ウォルトン(P)，デビッド・ウィリアムス(B)，ビリー・ヒギンス(Drs)

■1989年4月東京グッデイ・クラブ録音
レーベル：アブソードミュージックジャパン（ABCJ-208）
- DEAR MR. BASIE(2002/6/26発売）

ディア・ミスター・ベイシー／フランク・ウェス&ハリー・エディソン・オーケストラ
■フランク・ウェス(Ts)，ハリー・エディソン(Tp)，ジョー・ニューマン(Tp)，スヌーキー・ヤング(Tp)，アル・アーロンス(Tp)，レイ・ブラウン(Tp)，アル・グレイ(Tb)，ベニー・パウエル(Tb)，グローバー・ミッチェル(Tb)，ミッチェル・グレイ (Tb)，マーシャル・ローヤル(As)，カーティス・ビーグラー(As)，ビリー・ミッチェル(Ts)，ビル・ラムゼイ(Bs)，ロンネル・ブライト (P)，エディー・ジョーンズ(B)，グレッグ・フィールド(Drs)，テッド・ダンバー(G)

■1989年11月東京録音
レーベル：アブソードミュージックジャパン（ABCJ-209）
- All The Things You Are（2002/7/24発売）

オール・ザ・シングス・ユー・アー／ケニー・ドリュー・カルテット
■ケニー・ドリュー(P)，サム・ジョーンズ(B)，ジミー・コブ(Drs)，ジュニア・クック (Ts)

■1981年東京郵便貯金ホール録音
レーベル：アブソードミュージックジャパン（ABCJ-210）
- Li′l Darlin′（2002/7/24発売）

リル・ダーリン／モンティ・アレキサンダー
■モンティ・アレキサンダー(P)，ジョン・クレイトン(B)，ジェフ・ハミルトン(Drs)

■1984年東京パイオニア・スタジオ録音
レーベル：アブソードミュージックジャパン（ABCJ-211）
- Opus De Funk（2002/7/24発売）

オーパス・デ・ファンク／ジュニア・マンス・アンド・フランク・ウェス
■ジュニア・マンス(P)，フランク・ウェス(Ts,Fl)，マーチン・リベラ(B)，アービン・クィーン (Drs)

■1991年東京録音
レーベル：アブソードミュージックジャパン（ABCJ-212）
- JUNKO SINGS GEORGE GERSHWIN（2002/8/22発売）

JUNKO SINGS GEORGE GERSHWIN（ガーシュウィン・ソング・ブック）／峰純子
■峰 純子(Vo)，ケン・ペプロウスキー(Cl)，ハワード・アルデン(G)，テッド・ローゼンタール(P)，ジョージ・ムラーツ(B)，テリー・クラーク(Drs)

■2000年11月Q-Tec Studio 東京録音
レーベル：アブソードミュージックジャパン（ABCJ-213）
- A Child Is Born（2002/8/22発売）

ア・チャイルド・イズ・ボーン／峰 純子
■峰 純子(Vo)，ウォルター・ノリス(P)，渡辺保明(P)，ジョージ・ムラーツ(B)，サド・ジョーンズ (Cor)，メル・ルイス(Drs)

■1975年東京録音
レーベル：アブソードミュージックジャパン（ABCJ-214）
- SOLO / DUO with HANK JONES（2002/9/25発売）

ジョン・ルイス・ソロ・ウィズ・ハンク・ジョーンズ
■ジョン・ルイス(P)，ハンク・ジョーンズ(P)
■1976年東京郵便貯金ホール・ライブ録音
レーベル：アブソードミュージックジャパン（ABCJ-216）
- When You Wish Upon A Star（2002/9/25発売）

星に願いを／ローランド・ハナ
■ローランド・ハナ(P)，ジョージ・ムラーツ(B)，ロン・カーター(B)，ベン・ライリー(Drs)

■1975、79年東京パイオニア・スタジオ録音
レーベル：アブソードミュージックジャパン（ABCJ-217）
- LIVE IN TOKYO（2002/9/25発売）

荒城の月～ライブ・イン・東京／マリアン・マクパートランド
■マリアン・マクパートランド(Vo)，ハンク・ジョーンズ(P)，テリー・イソノ(MC)

■1976東京録音
レーベル：アブソードミュージックジャパン（ABCJ-218）
- Georgia On My Mind（2002/9/25発売）

ジョージア・オン・マイ・マインド／レイ・ブラウン・トリオ[追悼盤]
■レイ・ブラウン(B)，ジーン・ハリス(P)，ジェフ・ハミルトン(Drs)

■1989、91年東京グッディ・クラブ録音
レーベル：アブソードミュージックジャパン（ABCJ-219）
- Falling in Love with Love（2002/10/23発売）

恋に恋して／山本 剛
■山本 剛(P)，ジョン・クレイトン(B)，ビリー・ヒギンズ(Drs)，ミッキー・カーチス(Vo)

■1991 年東京録音
レーベル：アブソードミュージックジャパン（ABCJ-220）
- GREAT JAZZ QUARTET LIVE IN JAPAN（2002/10/23発売）

グレート・ジャズ・カルテット　ライブ・イン・ジャパン／レイ・ブラウン&ハンク・ジョーンズ[２枚組]

■レイ・ブラウン(B)，ハンク・ジョーンズ(P)，サム・モイスト(Fl, Ts)，アラン・ドーソン(Drs)

■1985年東京郵便貯金ホール録音
レーベル：アブソードミュージックジャパン（ABCJ-222）
- MY SHIP（2002/11/22発売）

マイ・シップ／アニタ・オデイ
■アニタ・オデイ(Vo)，メリル・ホッパー(P)，ジョージ・モロー(B)，ジョン・プール(Drs)

■1975年東京録音
レーベル：アブソードミュージックジャパン（ABCJ-229）
- LIVE AT SOMETIME（2002/11/22）

ライブ・アット・サムタイム／ジョニー・ハートマン
■ジョニー・ハートマン(Vo)，ローランド・ハナ(P)，ジョージ・ムラーツ(B)

■1977年東京サムタイム録音
レーベル：アブソードミュージックジャパン（ABCJ-230）
- WEE SMALL HOURS（2002/12/25発売）

ウィー・スモール・アワーズ／レッド・ガーランド
■ レッド・ガーランド(P)，ジャミル・ナッサー(B)，ジミー・コブ(Drs)，ルー・ドナルドソン(A-Sax)

■1980年東京録音
レーベル：アブソードミュージックジャパン（ABCJ-235）
- SINGIN' IN THE RAIN（2003/1/22発売）

雨に唄えば／ロジャー・ケラウェイ・トリオ
■ロジャー・ケラウェイ(P)，ジョン・ゴールドビー(B)，テリー・クラーク(Drs)，ヴァレリー・ポノマレフ(Tp・ゲスト）

■1986年6月5、6日東京録音
レーベル：アブソードミュージックジャパン（ABCJ-236）
- PORGY&BESS（2003/1/22発売）

ポーギー&ベス／ジョージ・ムラーツ&ローランド・ハナ
■ローランド・ハナ(P)，ジョージ・ムラーツ(B)
■1976年東京録音
レーベル：アブソードミュージックジャパン（ABCJ-237）
- SOPHISTICATED LADY（2003/2/26発売）

ソフィスティケイテッド・レディ／キャロル・スローン
■キャロル・スローン(Vo)，ローランド・ハナ(P)，ジョージ・ムラーツ(B)，リッチー・プラット(Drs)

■1977年メディア・スタジオ東京録音
レーベル：アブソードミュージックジャパン（ABCJ-241）
- SKYLARK（2003/2/26発売）

スカイラーク（ライブ・アット・サムタイム）／アニタ・オディ
■アニタ・オディ(Vo)，デヴィッド・ディッカーソン(P)，ハーベイ・ニューマーク(B)，ジョン・プール(Drs)

■1978年東京サムタイム録音
レーベル：アブソードミュージックジャパン（ABCJ-242）
- SOMETHING TO REMEMBER YOU BY（2003/2/26発売）

サムシング・トゥ・リメンバー・ユー・バイ／マキシン・サリバン&スコット・ハミルトン
■マキシン・サリバン(Vo)，スコット・ハミルトン(Ts)，ジョン・バンチ(P)，クリス・フローリー(G)，フィル・フラニガン(B)，チャック・リッグス(Drs)

■1985年東京録音
レーベル：アブソードミュージックジャパン（ABCJ-253）
- SKYLARK（2003/4/23発売）

スカイラーク／アン・バートン
■アン・バートン(Vo)，フランス・エルセン(P)，ビクター・ケイハツ(B)，ケン・マッカーシー(P)，稲葉国光(B)，小原哲治郎(Drs)

■1977、78年東京録音
レーベル：アブソードミュージックジャパン（ABCJ-254）
- Burton for Certain（2003/4/23発売）

雨の日と月曜日は／アン・バートン
■アン・バートン(Vo)，ケン・マッカーシー(P)，稲葉国光(B)，大隅寿男(Drs)

■1977年東京録音
レーベル：アブソードミュージックジャパン（ABCJ-257）
- Afro Blue（2003/4/23発売）

アフロ・ブルー／ディー・ディー・ブリッジウォーター
■ディー・ディー・ブリッジウォーター(Vo)，セシル・ブリッジウォーター(Tp, Per)，ロン・ブリッジウォーター(Ts, Per)，ローランド・ハナ(P, Ep)，ジョージ・ムラーツ(B)，日野元彦(Drs)

■1977、78年東京録音
レーベル：アブソードミュージックジャパン（ABCJ-257）
- PIANO PLAYHOUSE '90（2003/5/21発売）

ピアノ・プレイハウス'90／100ゴールド・フィンガーズ

■《演奏ピアニスト》トミー・フラナガン，シダー・ウォルトン，ハンク・ジョーンズ，モンティ・アレキサンダー，ロジャー・ケラウェイ，レイ・ブライアント，ケニー・バロン，ジュニア・マンス，リン・バーンスタイン、ハロルド・メイバーン

■1990年東京／メルパルク・ホール、簡易保険ホール録音

レーベル：アブソードミュージックジャパン（ABCJ-260/261）

- PIANO PLAYHOUSE '93（2003/5/21発売）

ピアノ・プレイハウス'93／100ゴールド・フィンガーズ

■《演奏ピアニスト》デューク・ジョーダン，トミー・フラナガン，レイ・ブライアント，マリアン・マクパートランド，ジョン・ルイス，ジュニア・マンス，ケニー・バロン，ハンク・ジョーンズ，デイヴ・マッケンナ，ロジャー・ケラウェイ

■1993年東京メルパルク・ホール録音

レーベル：アブソードミュージックジャパン（ABCJ-262/263）

- A Lovely Way To Spend An Evening（2003/6/25発売）

宵のひととき（ライブ・イン・ジャパン'77）／アン・バートン
■アン・バートン(Vo)，ケン・マッカーシー(P)
■1977年東京録音
レーベル：アブソードミュージックジャパン（ABCJ-268）
- SUBWAY TOKENS（2003/9/25発売）

サブウェイ・トークン／キャロル・スローン
■キャロル・スローン(Vo)，ポール・モンゴメリー(P)，リック・エクバーグ(B)，ピーター・イングラム(Drs)

■1975年録音
レーベル：アブソードミュージックジャパン（ABCJ-270）
- SATIN DOLL / HANK JONES (solo)（2003/11/27発売）

サテン・ドール／ハンク・ジョーンズ
■ハンク・ジョーンズ(P)
■1976年東京録音
レーベル：アブソードミュージックジャパン（ABCJ-287）
- As Times Goes By（2004/5/26発売）

アズ・タイム・ゴーズ・バイ（時の過ぎ行くままに）／キャロル・スローン
■キャロル・スローン(Vo)，成重幸紀(B)，ドン・アブニー(P)，ティム・ホーナー(Drs)

■1982年東京テイチクスタジオ録音
レーベル：アブソードミュージックジャパン（ABCJ-302）
- A NIGHT OF BALLADS（2004/5/26発売）

ア・ナイト・オブ・バラード／キャロル・スローン
■キャロル・スローン(Vo)，ドン・アブニー(P)
■1984年東京サテンドール録音
レーベル：アブソードミュージックジャパン（ABCJ-303）
- Hank Jones Trio Live in Japan（2004/5/26発売）

ライブ・イン・ジャパン／ハンク・ジョーンズ・トリオ
■ハンク・ジョーンズ(P)，ジョージ・デュビビエ(B)，シェリー・マン(Drs)

■1979年録音
レーベル：アブソードミュージックジャパン（ABCJ-304）
- SATIN DOLL / HANK JONES TRIO（2004/5/26発売）

サテン・ドール／ハンク・ジョーンズ・トリオ
■ハンク・ジョーンズ(P)，ジョージ・デュビビエ(B)，シェリー・マン(Drs)
■1979年郵便貯金ホール録音，1985年東京パイオニアスタジオ収録
レーベル：アブソードミュージックジャパン（ABCJ-305）
- GOODBYE FOR BILL EVANS（2004/5/26発売）

グッド・バイ・フォー・ビル・エヴァンス／シェリー・マン・トリオ
■シェリー・マン(Drs)，マイク・ウフォールド(P)，チャック・ドミニコ(B)
■1981年東京郵便貯金ホール録音
レーベル：アブソードミュージックジャパン（ABCJ-306）
- TRUMPET WORKSHOP（2004/10/27発売）

トランペット・ワークショップ・ウィズ・ハンク・ジョーンズ・トリオ

■ハリー・エディソン(Tp)，ジョニー・ニューマン(Tp)，アル・アーロンズ(Tp) with ハンク・ジョーンズ(Tp)，ジョージ・ムラーツ(B)，ミッキー・ローカー(Drs)

■1987年東京郵便貯金ホール録音

レーベル：アブソードミュージックジャパン（ABCJ-329）

- SINGS “I DON′T KNOW WHY”（2004/10/27）

シングス“アイ・ドント・ノウ・ホワイ”／キム・サン・ヒー with ロジャー・キャラウェイ・トリオ

■キム・サン・ヒー(Vo)，ロジャー・キャラウェイ(P)，ボブ・グランショウ(B)，グラディ・テイト(Drs, Vo. #5)，石塚貴夫(Drs. #5)

■1995年ソウル・レコーディング・スタジオ録音

レーベル：アブソードミュージックジャパン（ABCJ-330）
　
- Body and Soul（2004/10/27発売）

ボディ・アンド・ソウル／アジュール・マッコール
■アジュール・マッコール(Vo)，テニスン・スティーブンス(P)，ブルース・ハマダ(B)，ジェス・ゴーペン(Drs)，ジム・ハワード(P #8,9,10)

■1995年ホノルル・オーディオ・リソース録音
レーベル：アブソードミュージックジャパン（ABCJ-331）
- MIDNIGHT SESSION（2004/10/27発売）

ミッドナイト・セッション／ミルト・ジャクソン＝レイ・ブラウン・カルテット
■ミルト・ジャクソン (Vib)，レイ・ブラウン(B)，シダー・ウォルトン(P)，ミッキー・ロッカー(Drs)

■1987年東京アバコスタジオ録音
レーベル：アブソードミュージックジャパン（ABCJ-332/333）
- alone together(2004/11/26発売)

アローン・トゥゲザー／クリス・コーナー＋アニタ・オデイ
■クリス・コーナー(Vo)，ハロルド・ダンコ (P)，レニー・マックルール(B)，エド・ソーフ(Drs)

■アニタ・オデイ(Vo)，ドン・アブニー(P)（ボーナス・トラック）
■1978・81年東京録音
レーベル：アブソードミュージックジャパン（ABCJ-335）
- BEST SELECTION(2004/12/22発売)

ベスト・セレクション（ジャパン・レコーディングス）／アン・バートン
■アン・バートン(Vo)，ケン・マッカーシー(P)，フラハス・エリーン(Drs)，ヴィクター・カルハツ(B)，稲葉国光(B)，大隅寿男(Drs)

■1977・ 80年録音
レーベル：アブソードミュージックジャパン（ABCJ-336）
- Live in Tokyo(2004/12/22発売)

ライブ・イン・トーキョー／カーメン・マクレエ
■カーメン・マクレエ(Vo)，パット・コイル (P)，ボブ・バウマン(B)，マーク・プリース(Ds)

■1986年東京メルパルク・ホール録音
レーベル：アブソードミュージックジャパン（ABCJ-337）
- A NIGHT IN ROPPONGI（2004/12/22発売）

ナイト・イン・六本木（ライブ・イン・ジャパン）／エタ・ジョーンズ＆ヒューストン・パーソン
■エタ・ジョーンズ(Vo)，ヒューストン・パーソン(Ts)，スタン・ホープ(P)，ピーター・ウエス(B)，セシル・ブルックス III(Drs)

■1990年東京“グッデイ・クラブ”録音
レーベル：アブソードミュージックジャパン（ABCJ-338）